# Ekukhanyeni
Ekukhanyeni – inkhundla w dystrykcie Manzini w Królestwie Eswatini. Według spisu powszechnego ludności z 2007 r. zamieszkiwało go 18 085 mieszkańców. Inkhundla dzieli się na czternaście imiphakatsi: Bhekinkhosi, Ebutfonweni, Embheka, Engcayini, Engwazini, Enkiliji, Ensenga, Enyakeni, Esankolweni, Eswaceni, Kantunja, Maliyaduma, Mdayaneni,Mkhulamini.